# Chaetodontoplus septentrionalis
Chaetodontoplus septentrionalis е вид бодлоперка от семейство Pomacanthidae. Видът не е застрашен от изчезване.

## Разпространение и местообитание
Разпространен е в Китай, Провинции в КНР, Тайван, Хонконг, Южна Корея и Япония.
Обитава крайбрежията на морета и рифове. Среща се на дълбочина от 5 до 15 m.

## Описание
На дължина достигат до 22 cm.
Популацията на вида е стабилна.